# 吉氏青鯥
吉氏青鯥（學名：Scombrops gilberti），日本称黑睦鱼，為輻鰭魚綱鱸形目鱸亞目鯥科的其中一種，分布於西北太平洋的日本骏河灣海域，體長可達120公分，可作為食用魚。